# Gare de Chemilly - Appoigny
Gare de Chemilly - Appoigny vasútállomás Franciaországban, Chemilly-sur-Yonne településen.

## Vasútvonalak
Az állomást az alábbi vasútvonalak érintik:
- Laroche-Migennes-Cosne-vasútvonal

## Kapcsolódó állomások
A vasútállomáshoz az alábbi állomások vannak a legközelebb:
- Gare de Laroche - Migennes
- Gare de Monéteau - Gurgy